# Teleco e Teco
Teleco e Teco  é uma dupla brasileira de palhaços criada no ano de 2003, em São Paulo.

## Carreira
Eles tiveram início da carreira trabalhando na rede de buffet e festas infantis Planeta Alegria. Eles ficaram mais conhecidos a partir de 2013 quando tiveram uma linha de DVDs musicais lançados pela Europa Kids. Eles também chegaram a apresentar o programa As Aventuras de Teleco e Teco na RedeTV!, que serviu como uma fase do bloco TV Kids entre 2013 e 2015.
Nos primeiros anos a dupla tinha forte semelhança aos palhaços Patati Patatá. Em 2017 os palhaços passaram por mudanças em seu visual, abandonando os chapéus e macacões indicando uma nova geração. Em 2018, fizeram algumas aparições no programa Turma da Pakaraka da RedeTV!
Após 4 anos fora do ar, em 1° de setembro de 2019, eles ganham um programa próprio que é exibido pelos canais da Rede Cidade Verde no Mato Grosso no horário das 10 da manhã, no Cidade Kids.
Em 2020, eles também tem videoclips musicais da dupla exibido pela Rede Família no bloco Família Kids.